# Împărăteasa Xiaoyichun
Împărăteasa Xiaoyichun, sau Nobila Consoartă Imperială Ling (n. 23 octombrie 1727, Jiangsu, Republica Populară Chineză – d. 28 februarie 1775, Dongcheng District⁠(d), Beijing, Dinastia Ming), a fost una dintre consoartele împăratului Qianlong și cea de a treia și ultima împărăteasă a lui. Aparținea clanului Weigya și era cu 16 ani mai mică decât împăratul Qianlong.

## Viață
S-a născut în cea de a noua zi a celei de a noua luni a celui de al cincilea an al domniei Împăratului Yongzheng, aceasta dată fiind echivalată cu 23 octombrie 1727 în calendarul gregorian . Nu se știe când a intrat în Orașul Interzis și a devenit concubină, însă în anul 1745, când avea vârsta de 17 ani, a primit rangul de Nobilă Doamnă, iar în decembrie 1745 a fost promovată la rangul de Concubină, devenind Concubina Ling. Mai târziu, la 20 mai 1749 a fost avansată la rangul de Consoartă, iar la 3 februarie 1760 a devenit Nobila Consoartă. La 28 iulie 1765 a ajuns la rangul de Nobilă Consoarta Imperială, fiind cu doar un pas în spatele împărătesei. Oricum, împărăteasa de atunci, Ulanara, era bolnavă și deposedată de majoritatea titlurilor onorifice, ea decedând la data de 19 august 1766. Împăratul Qianlong nu a făcut una dintre consoartele sale noua lui împărăteasa, totuși cum la momentul respectiv doamna Wei avea cel mai mare rang dintre toate consoartele lui a fost pusă la conducerea haremului imperial ca împărăteasa de facto. Ea la însoțit pe împărat in multe excursii. Doamna Wei a decedat la data de 28 Februarie 1775 la vârsta de 47 de ani fără sa fi fost împărăteasa in timpul vieții sale.

## Familie
- Mamă: Doamna Yanggya
- Tată: Qingtai
- Doi frați

Copiii:
- Prințesa Hejing de rang întâi (n. 10 August 1756 - d. 9 Februarie 1775) cea de-a a șaptea fiică a împăratului Qianlong.
- Yonglu (n. 31 August 1757 - d. 3 Mai 1760) cel de-al 14 fiu al împăratului Qianlong.
- Prințesa Heke de rang secundar (n. 17 August 1758 - d. 14 Decembrie 1780) cea de a noua fiică a împăratului Qianlong.
- Avort la opt luni - 13 Noiembrie 1758.
- Yongyan, Împăratul Jiaqing (n. 13 Noiembrie 1760 - d. 2 Septembrie 1820) cel de-al cincisprezecelea fiu al împăratului Qianlong.
- Yongquan, Cel de-al 16 fiu al împăratului Qianlong (n. 13 Ianuarie 1763 - d. 6 Mai 1765).
- Yonglin, print Qing de prim rang (n. 17 Iunie 1766 - d. 25 Aprilie 1820) cel de-al șaptesprezecelea fiu al împăratului Qianlong.
- Avort la 8 luni 1768.

## Titluri
- Nobilă Doamnă (din 1745), consoartă de rang șase
- Concubina Ling (din 9 Decembrie 1745), consoartă de rang cinci
- Consoarta Ling (din 20 Mai 1749), consoartă rang patru
- Nobila Consoartă Ling (din 3 Februarie 1760), consoartă de rang trei
- Nobila Consoartă Imperială (din 28 Iulie 1765), consoartă de rang doi
- Nobila Consoartă Imperiala Lingyi (din 12 Martie 1775)
- Împărăteasa Xiaoyi (din 15 Octombrie 1795)
- Împărăteasa Xiaoyichun (din 1799)

## În ficțiune
- Portretizată de Chan Tik-wah în : The Rise and Fall of Qing Dynasty (1988)
- Portretizată de Zhao Lijuan în : My Fair Princess (1998)
- Portretizată de Chen Li în : My Fair Princess lll (2003)
- Portretizată de Sharon Chan în : World Twisters’ Adventures (2007)
- Portretizată de Liu Xiaoye în : New My Fair Princess (2011)
- Portretizată de Wu Jinyan în : Story of Yanxi Palace (2018)
- Portretizată de Li Chun în : Ruy’s Royal Love in the Palace (2018)

## Galerie

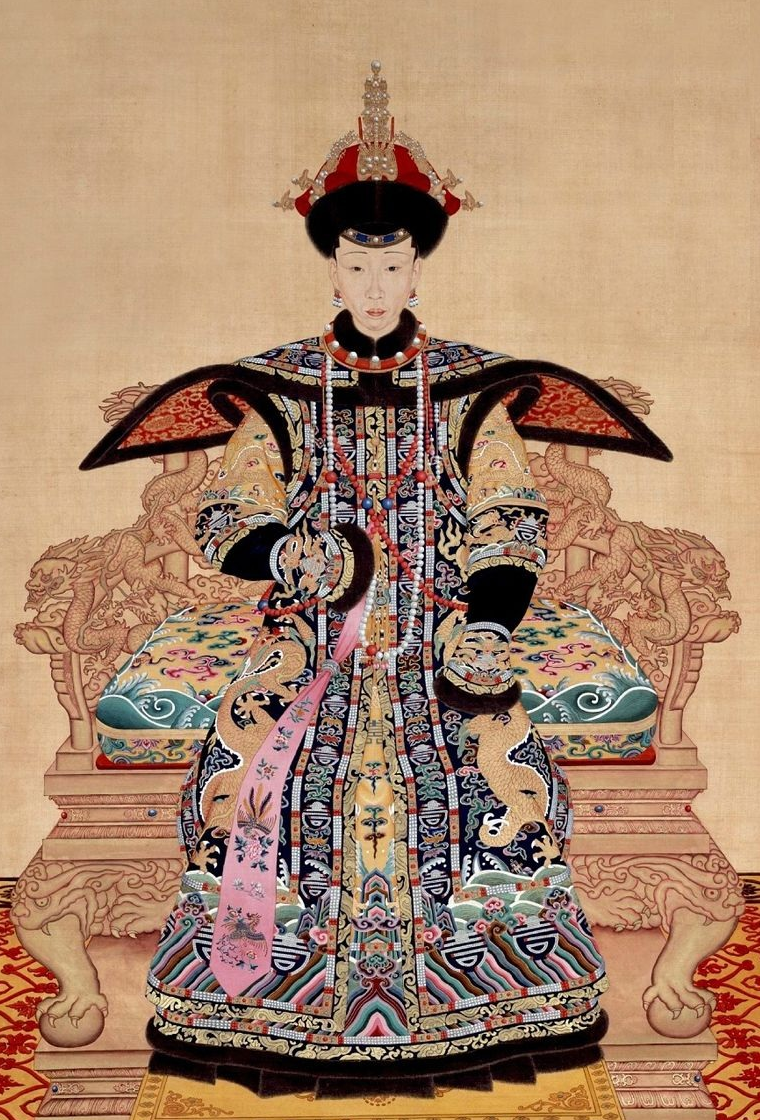
Împărăteasa Xiaoyichun în costumul ceremonial.
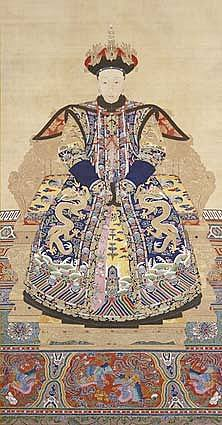
Împărăteasa Xiaoyichun în costumul ceremonial.
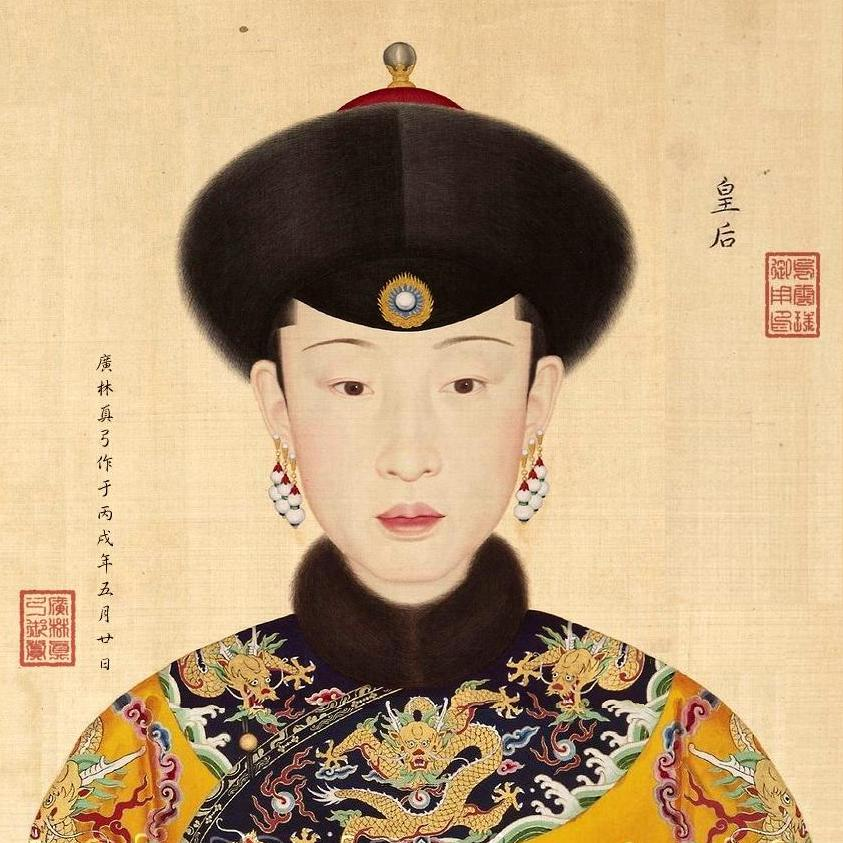
Împărăteasa Xiaoyichun în hainele zilnice.
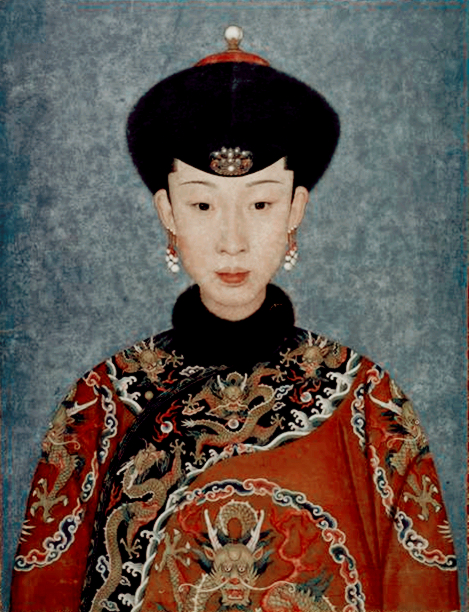
Împărăteasa Xiaoyichun în hainele zilnice.
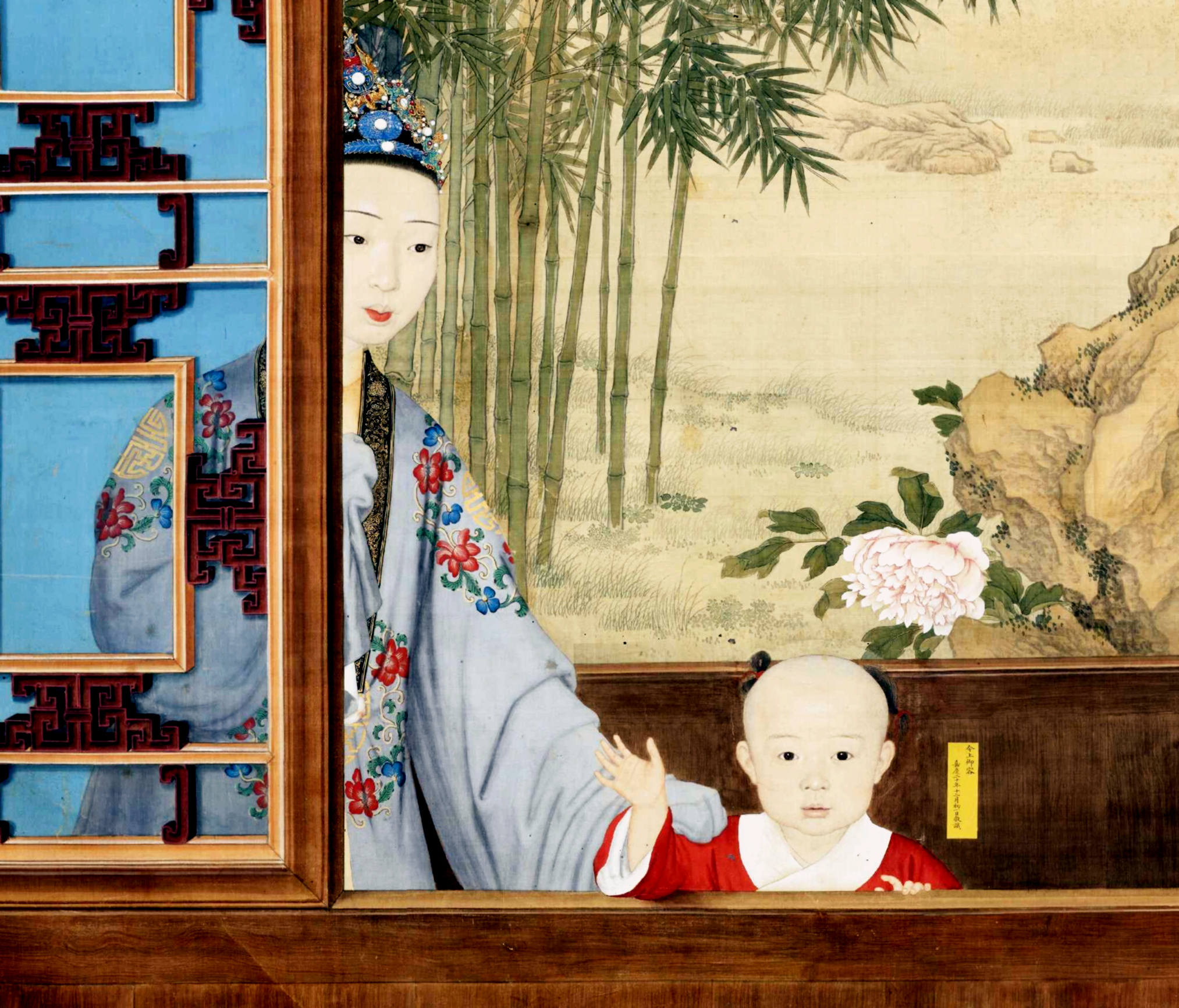
Împărăteasa Xiaoyichun împreună cu fiul ei Yongyan.
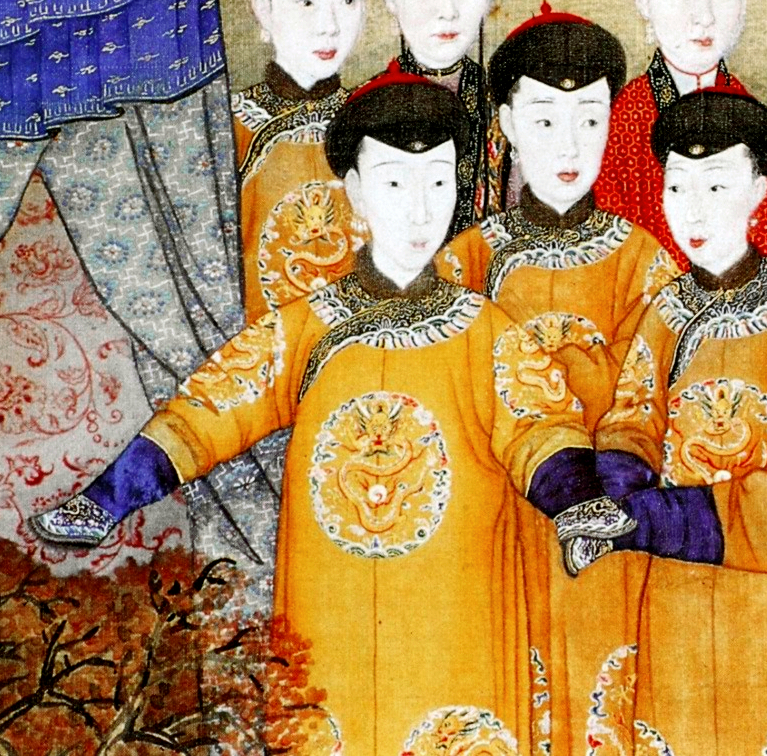
Împărăteasa Xiaoyichun împreună cu celelalte concubine.

1. ↑  Genealogics